# Vũ Ánh
Nhà báo Vũ Ánh (5 tháng 5 năm 1941 – 14 tháng 3 năm 2014), tên thật Vũ Văn Ánh, là cựu Chủ bút Nhật báo Người Việt. Ông qua đời đột ngột tại nhà riêng thuộc Quận Cam, Hoa Kỳ vào ngày 14 tháng 3 năm 2014.

## Tiểu sử
Vũ Ánh sinh ngày 5 tháng 5 năm 1941 tại làng Phương Lăng, huyện Thủy Nguyên, tỉnh Kiến An (nay thuộc thành phố Hải Phòng). Ông là nhà báo kỳ cựu của làng báo Việt Nam trước năm 1975 cũng như tại Quận Cam từ khi ông sang Mỹ theo diện H.O. vào năm 1992.
Trong 50 năm trời, từ khi mới ra đại học năm 23 tuổi, ông liên tục làm báo cho tới giờ phút chót. Bài báo cuối cùng, "Hà Nội vẫn chưa đủ niềm tin cởi trói báo chí", được viết chỉ khoảng vài phút hay vài giờ trước khi ông qua đời.
Từ năm 1964, ông làm phóng viên chiến trường, dần dần lên đến Chánh sự vụ Sở Thời sự Đài Phát thanh Sài Gòn, một chức vụ khiến ông bị bắt và bị giam trong trại cải tạo suốt 13 năm, sau khi chấm dứt chiến tranh Việt Nam. Ngay cả trong thời gian tù, ông cũng làm được một tờ báo chui mang tên Hợp Đoàn, bằng cách cắt ra từ một tờ báo từng chữ cái một, gom lại và dùng chúng để dán thành báo!
Định cư tại Hoa Kỳ từ năm 1992, ông làm việc cho nhiều cơ quan truyền thông khác nhau. Ông từng là Chủ Bút Nhật Báo Viễn Đông do nhạc sĩ Nguyễn Đức Quang sáng lập.
Khi làm việc tại nhật báo Người Việt, ông đảm nhiệm vị trí Tổng Thư ký, sau đó là Chủ Bút, trong nhiều năm. Ngoài ra, ông từng cộng tác và là trụ cột của nhiều cơ quan truyền thông Việt ngữ tại Quận Cam, trong đó có nhật báo Việt Herald, đài phát thanh VNCR, đài truyền hình SBTN.
Năm 2008, khi báo Người Việt bị một số người biểu tình dài hạn phản đối việc mà họ gọi là "xúc phạm Cờ vàng", ông Ánh đã nhận lãnh trách nhiệm thay cho tập thể và từ chức. Nhưng ông tâm sự: "Nếu tờ báo là của riêng chú thì sẽ chẳng bao giờ chú lùi bước trước bất công vài chục người biểu tình." và cũng nói "Không ai được quyền thiết lập sự kiểm duyệt vô hình đối với truyền thông, báo chí tại Hoa Kỳ."
Ông được xem là nhà báo mẫu mực, có kiến thức thâm sâu, và là người cương trực, thẳng thắn và tôn trọng sự thật, không hùa theo đám đông, nhưng rất thân thiện với đồng nghiệp, bằng hữu, và có tinh thần nâng đỡ đồng nghiệp trẻ tuổi.

## Nhận xét
- Nguyễn Khanh, Giám đốc Ban Việt ngữ RFA:

| “ | Tất cả những bài anh viết đều không chứa đựng sự chua chát, đều không có nét căm hờn, mà chỉ là những con chữ biểu hiện của sự thật, của con người tôn trọng sự thật và lúc nào cũng ước mơ sẽ nói được sự thật. | ” |

- Vũ Quí Hạo Nhiên, cựu Tổng thư ký tòa soạn Báo Người Việt, California, Hoa Kỳ:

| “ | Nhưng đó là chú Vũ Ánh. Chú không thể đạo đức giả, không thể "vuốt ve" độc giả, không thể sống bằng cách nào khác ngoài cách sống thật, sống thẳng thắn. | ” |